# Marnix Beyen
Marnix Beyen (Lovaina, 10 de maig del 1971) és un historiador i catedràtic d'universitat belga a la Universitat d'Anvers. A part de publicacions científiques, també escriu en diaris, sobretot a la premsa belga neerlandòfona.
Beyen és fill del catedràtic d'universitat i romanista Roland Beyen i marit de la catedràtica Kaat Wils. Va fer un doctorat d'història a la KU Leuven i va esdevenir investigador universitari. Va escriure una tesi doctoral el 1999, que parla del tractament de la història nacional en temps de guerra, sobretot durant la Segona Guerra Mundial, tant a Bèlgica com als Països Baixos. L'obra va ser publicada en forma de llibre amb el nom d'Oorlog en verleden ('Guerra i passat'). Participa activament en el debat polític i social a Bèlgica, entre d'altres amb articles d'opinió a De Morgen, De Standaard i Knack.